# Kohlmühle (Steinbach am Wald)
Kohlmühle ist ein Gemeindeteil der Gemeinde Steinbach am Wald im Landkreis Kronach (Oberfranken, Bayern).

## Geographie
Die Einöde liegt im tief eingeschnittenen Tal der Haßlach und ist allseits von Wald umgeben. Ein Wirtschaftsweg führt parallel zur Haßlach über Bastelsmühle nach Haßlach zur Kreisstraße KC 8 (1,9 km nordöstlich) bzw. ebenfalls parallel zur Haßlach und der Bahnstrecke Hochstadt-Marktzeuln–Probstzella zur Bundesstraße 85 (2,2 km südwestlich).

## Geschichte
Kohlmühle gehörte zur Realgemeinde Steinbach am Wald. Das Hochgericht übte das bambergische Centamt Teuschnitz aus. Grundherr der Mahl- und Schneidmühle war das Kastenamt Teuschnitz.
Mit dem Gemeindeedikt wurde Kohlmühle dem 1808 gebildeten Steuerdistrikt Windheim und 1818 der Ruralgemeinde Steinbach am Wald zugewiesen.

### Einwohnerentwicklung
| Jahr      | 001818 | 001861 | 001871 | 001885 | 001900 | 001925 | 001950 | 001961 | 001970 | 001987 |
| Einwohner | *      | 11     | 15     | 11     | 11     | 4      | 4      | 7      | 7      | 4      |
| Häuser    | *      |        |        | 2      | 2      | 1      | 1      | 1      |        | 1      |
| Quelle    | [ 5 ]  | [ 7 ]  | [ 8 ]  | [ 9 ]  | [ 10 ] | [ 11 ] | [ 12 ] | [ 13 ] | [ 14 ] | [ 1 ]  |

## Religion
Der Ort ist römisch-katholisch geprägt und gehört zur Kirchengemeinde Steinbach am Wald, die eine Filiale von St. Nikolaus (Windheim) war.